# Asociación de Traductores, Correctores e Intérpretes de Lengua Vasca
La Asociación de Traductores, Correctores e Intérpretes de Lengua Vasca (en euskera: Euskal Itzultzaile, Zuzentzaile eta Interpreteen Elkartea, EIZIE) es una organización fundada en 1987 que vela por la optimización de los servicios que brindan los traductores, correctores e intérpretes que trabajan con la lengua vasca. 
Su primer presidente fue Juan María Lekuona.
Es miembro de la Federación Internacional de Traductores (FIT) y de CEATL (Conseil Européen des Traducteurs Littéraires).

## Publicaciones
EIZIE edita o dirige las siguientes publicaciones: 
- Sitio web de EIZIE: sitio de la traducción en lengua vasca; en euskera, español, francés e inglés.

- Revista Senez: publicación anual con temática de teoría y práctica de la traducción; el texto completo se publica en línea.

- Colección de Literatura Universal: programa de traducción al euskera de obras maestras de la literatura universal, desarrollado bajo los auspicios del Gobierno Vasco; iniciado en 1989, dispone de más de 125 obras publicadas.

- Basqueliterature.com: sitio web creado por EIZIE con la finalidad de difundir la literatura vasca; en euskera, español, francés e inglés.

## Patrocinio
EIZIE recibe el apoyo de las siguientes instituciones:
- Gobierno Vasco.
- Diputación Foral de Guipúzcoa.
- Centro Español de Derechos Reprográficos (CEDRO).